# سیدکلا (گتاب)
سیدکلا، روستایی از توابع بخش گتاب شهرستان بابل در استان مازندران ایران است.

## کشتلی (کشتله)
کشتلی . [ک ِ ت ِ] (اِخ) در فرهنگ دهخدا بدینگونه معرفی شده‌است. «دهی است از دهستان مشهد گنج افروز بخش مرکزی شهرستان بابل واقع در ۱۲هزارگزی جنوب بابل و یک هزارگزی باختر شوسهٔ فرعی بابل به بابل کنار با ۱۱۰۰تن سکنه».
نام «کشتلی» بر اساس نظر بزرگان روستا از سه حالت زیر به وجود آمده‌است.
1. کشتلی مرکب از دو کلمهٔ کشتی و محله باشد چون سابقاً مسابقات کشتی محلی در آن برگزار می‌شده‌است.
2. نام روستای کشتلی برگرفته از نام پرنده کشتل است که در گذشته فراوان در داخل روستا دیده می‌شد.
3. عبور کشتی‌های کوچک از رودخانه بابلرود که در کنار روستا قرار گرفته‌است.

مردمان روستا به اموری چون کشاورزی (برنجکاری و باغ مرکبات) و دامداری مشغول می‌باشند. این روستا خود مرکب از پنج روستا میدانسر، شوب محله، چناربن، پایین محله و سیدکلا است.

## جمعیت
این روستا در دهستان گتاب شمالی قرار دارد و براساس سرشماری مرکز آمار ایران در سال ۱۳۸۵، جمعیت آن ۱۹۸ نفر (۵۱خانوار) بوده‌است.